# Kostel svatého Václava (Planá nad Lužnicí)
Kostel svatého Václava v Plané nad Lužnicí je farní kostel římskokatolické farnosti Planá nad Lužnicí a kulturní památka České republiky.

## Historie
První písemná zmínka o tomto kostele pochází z roku 1357. Byl postaven v gotickém slohu. V roce 1666 byl přestavěn v barokním stylu, v roce 1796 prošel další přestavbou.

## Popis
Kostel má jednu loď, která má plochý strop. Presbytář (kněžiště) je klenutý. Obraz, který je na novobarokním hlavním oltáři, namaloval v roce 1900 Josef Mathauser. Boční oltáře z poloviny 18. století jsou zasvěceny Panně Marii a svatému Josefovi; oltářní obrazy na těchto bočních oltářích namaloval v roce 1862 Josef Václav Mysliveček. Autorem sochy Krista na oltáři, který je zasvěcen Srdci Páně, je Čeněk Vosmík.
Autorem vysokého reliéfu (z roku1939) svatého Václava (nad severním vchodem do kostela) je táborský sochař Jan Vítězslav Dušek.